# Ceteris paribus
Ceteris paribus er et latinsk udtryk, der på dansk oversættes til alt andet lige.
I økonomisk teori bruges ceteris paribus til at forudse hvad en enkelt ændring gør, når alt andet er uændret.
For eksempel til at forudsige, hvilken effekt et fald i prisen på øl gør ved efterspørgslen på øl. Efterspørgslen vil – ceteris paribus – stige, når prisen på øl falder. Man tager således ikke hensyn til ændret smag (fx at folk går over til vin), eller at alkohol bevises at være farligere end hidtil antaget.
Ved ceteris paribus sikrer man sig altså, at der ikke er en tredje skjult variabel. I praksis når man starter med et datasæt med en sammenhæng mellem to variable kan man dog på trods af ceteris paribus også komme til at se omvendt kausalitet. Har man for eksempel et datasæt, der viser en sammenhæng mellem mængden af politi i et område og antallet af overfald, kunne man umiddelbart tro, at det var mængden af politi, der forårsagede overfaldene, mens det i virkeligheden er omvendt.
Omvendt kausalitet kan tit afsløres ved at se på hvilken variabel, der først vokser. I visse tilfælde holder dette dog ikke, da folk også handler efter deres forventninger om fremtiden.
| Økonomi | Spire Denne artikel om økonomi er en spire som bør udbygges. Du er velkommen til at hjælpe Wikipedia ved at udvide den. |